# Вътрешна яремна вена
Вътрешната яремна вена (v. jugularis interna) събира кръвта от черепната кухина и от лицевата част на главата и шията. Тя започва от яремния отвор по основата на черепа, спуска се надолу по шията и се разполага встрани от вътрешната сънна артерия и по-надолу от общата сънна артерия. По своето протежение тя приема лицевата вена, чрез която приема кръвта от предната и задната повърхностна яремна вена, намиращи се под кожата на шията.